# Living Next Door to Alice
Living Next Door to Alice ist ein von Nicky Chinn und Mike Chapman geschriebener Popsong. Das Stück war ursprünglich 1972 von der australischen Popgruppe New World veröffentlicht worden und wurde 1976 ein weltweiter Hit für die englische Band Smokie. Die deutsche Version Tür an Tür mit Alice von Howard Carpendale aus dem Jahr 1977 war ebenfalls ein großer Erfolg.

## Handlung
Der Song handelt von der langjährigen unerwiderten und uneingestandenen Liebe eines Mannes zu seiner Nachbarin Alice. Von der gemeinsamen Bekannten Sally erfährt er, dass Alice nach 24 Jahren fortzieht. Der Mann beginnt, die Kindheitserinnerungen an seine Freundschaft mit ihr zu reflektieren. Es bricht ihm das Herz, als sie in einer Limousine wegfährt. In der letzten Strophe offenbart Sally, dass sie wiederum 24 Jahre auf ihn gewartet habe und ihm nun helfen könne, über Alice hinwegzukommen („Alice is gone, but I'm still here“).

## Geschichte
Am 19. November 1976 veröffentlichte die britische Band Smokie ihre Version von Living Next Door to Alice. Die Single erreichte Platz 5 der britischen Singlecharts, und im März 1977 erreichte sie Platz 25 in den Vereinigten Staaten. Es war ein Nummer-eins-Hit in Österreich, Deutschland, Irland, den Niederlanden, Norwegen und der Schweiz.
| ChartsChartplatzierungen       | Höchstplatzierung | Wochen |
| ------------------------------ | ----------------- | ------ |
| Deutschland (GfK)              | 1 (27 Wo.)        | 27     |
| Österreich (Ö3)                | 1 (26 Wo.)        | 26     |
| Schweiz (IFPI)                 | 1 (19 Wo.)        | 19     |
| Vereinigte Staaten (Billboard) | 25 (20 Wo.)       | 20     |
| Vereinigtes Königreich (OCC)   | 5 (11 Wo.)        | 11     |

| Land/Region                  | Auszeichnungen für Musikverkäufe (Land/Region, Auszeichnung, Verkäufe) | Verkäufe |
| ---------------------------- | ---------------------------------------------------------------------- | -------- |
| Deutschland (BVMI)           | Gold                                                                   | 700.000  |
| Vereinigtes Königreich (BPI) | Silber                                                                 | 250.000  |
| Insgesamt                    | 1× Silber · 1× Gold ·                                                  | 950.000  |

### Weitere Versionen
Eine weitere populäre Version des Liedes stammt aus dem Jahr 1995 von der niederländischen Band Gompie mit dem Titel Alice, Who the Fuck Is Alice? Die Bandmitglieder hatten in einer Bar die Smokie-Version gehört. Jedes Mal, nachdem Alice im Lied erwähnt wurde, stellte der DJ die Musik leiser und rief „Alice, who the fuck is Alice?“ (deutsch etwa: „Alice? Wer zum Teufel ist Alice?“). Die Band erkannte das Potenzial und veröffentlichte ihre Version. Der Titel toppte die Charts in den Niederlanden und im belgischen Flandern und erreichte die Top 10 in Deutschland, Österreich, Schweiz und Norwegen. In Großbritannien erreichte das Lied Platz 17 und verkaufte sich über 150.000 mal. 
Dieser Erfolg führte zu ähnlichen Versionen, darunter eine neue Aufnahme von Smokie mit dem Comedian Roy „Chubby“ Brown, der mit dieser Platz 3 der britischen Charts erreichte. Eine Danceversion von The Steppers erreichte im September 1995 Platz 2 der australischen Charts. Dr. Hook spielte ebenfalls die Version Alice, Who the X is Alice? ein.
| ChartsChartplatzierungen     | Höchstplatzierung | Wochen |
| ---------------------------- | ----------------- | ------ |
| Deutschland (GfK)            | 18 (19 Wo.)       | 19     |
| Vereinigtes Königreich (OCC) | 3 (19 Wo.)        | 19     |

| Land/Region                  | Auszeichnungen für Musikverkäufe (Land/Region, Auszeichnung, Verkäufe) | Verkäufe |
| ---------------------------- | ---------------------------------------------------------------------- | -------- |
| Vereinigtes Königreich (BPI) | Gold                                                                   | 400.000  |
| Insgesamt                    | 1× Gold ·                                                              | 400.000  |

| ChartsChartplatzierungen     | Höchstplatzierung | Wochen |
| ---------------------------- | ----------------- | ------ |
| Deutschland (GfK)            | 2 (22 Wo.)        | 22     |
| Niederlande (Media Markt)    | 1 (11 Wo.)        | 11     |
| Österreich (Ö3)              | 2 (13 Wo.)        | 13     |
| Schweiz (IFPI)               | 2 (25 Wo.)        | 25     |
| Vereinigtes Königreich (OCC) | 17 (12 Wo.)       | 12     |

Gleichzeitig mit Smokies Erfolg mit dem Song in den Vereinigten Staaten hatte Country-Sänger Johnny Carver seine Version von Living Next Door to Alice veröffentlicht, die im April 1977 Platz 29 der Billboard-Country-Charts erreicht hatte.
Kevin Bloody Wilson aus Australien hatte 1985 eine Parodie für sein Album Kev’s Back (The Return of the Yobbo) mit dem Titel Living Next Door to Alan eingespielt. Es erzählt die Geschichte einer Familie von Aborigines, die ein Haus neben Alan Bond (ein bekannter Unternehmer aus Perth) in einem exklusiven Vorort der Stadt erhalten.
1996 nahm der 18-fache Grammy-Preisträger Jimmy Sturr das Lied unter dem Titel Alice auf seinem Grammy-Gewinner-Album Polka! All Night Long auf. 
Die islamfeindliche Straßenprotestgruppe English Defence League singt eine Version mit dem Titel Allah, Allah, who the fuck is Allah?

### Übersetzungen

#### Deutschsprachige Übersetzungen
Die bekannteste deutschsprachige Version des Liedes stammt von Howard Carpendale und trägt den Titel Tür an Tür mit Alice. Mit ihr feierte er im Jahr 1977 einen großen Hit. Die Single erreichte Platz 8 in Deutschland und der Schweiz sowie Platz 11 in Österreich. Der Text erzählt inhaltlich die gleiche Geschichte wie das Original von Smokie. Allerdings treten anstelle von Sally ein namentlich nicht genannter Freund und anstelle der Limousine ein Möbelwagen in Erscheinung.
Weitere deutschsprachige Coverversionen sind:
- Ich mach die nächst Woch zur Alice von Adam und die Micky’s, Single, 1977
- Bett an Bett mit Alex von Tana Schanzara (1977)
- Alice (Ich trau’ mich nur noch aus dem Haus heraus, wenn’s hell ist) von Hermann Hoffmann, Single, 1977
- (Wer verdammt ist) Alice von Olaf Berger (1996), in Anlehnung an Who the Fuck is Alice?
- Who The F.... is Otto von Otto Waalkes (1996) in seinem Liveprogramm
- Ober, Zack ein Helles in Anlehnung an Who the Fuck is Alice?, von Bernd Stelter 1996 verfasstes und interpretiertes Stimmungslied
- Bier um Bier, bis hell is von Stoakogler (2007)
- Tür an Tür mit Schröder von Mike Krüger (2008)
- Alice (bring mir noch ein Helles) von Roland Hefter (2013)

#### Anderssprachige Übersetzungen
Es existieren zahlreiche weitere Übersetzungen des Songs. Auf Dänisch wurde das Lied 1977 als Alice von Flemming Jørgensen (Bamses Venner) auf seinem Solo-Debüt-Album Din Sang veröffentlicht. In Schweden erschien 1977 Living Next Door to Alice auf Englisch von Wizex aus der LP Som en sång sowie einige Comedy-Versionen auf Schwedisch. Auf Finnisch wurde das Lied 1977 von Kari Tapio unter dem Titel Viisitoista kesää (Fünfzehn Sommer) aufgenommen.